# Peter Jensen
Peter Christian Albrecht Jensen, född 16 augusti 1861 i Bordeaux, död 16 augusti 1936 i Marburg, var en tysk assyriolog.
Jensen, som var prästson, började först studera teologi i Leipzig men sadlade om till språkstudier. Han blev professor i Marburg 1895. Han var en framstående kilskriftforskare och framlade i Das Gilgamesch-Epos in der Weltlitteratur (2 band, 1906-29) teorier om Gilgamesheposet som källa till delar av bibeln.